# Трикігтеві черепахи
Трикігтеві черепахи (Trionychidae) — родина черепах з підряду М'якотілі черепахи. Має 2 підродини, 14 родів та 30 видів. Відомі з тріасового періоду.

## Опис
Загальна довжина середніх представників цієї родини коливається від 20 до 60 см. Найбільшою є Велика черепаха Кантора (Pelochelys cantorii) — 2 м. Голова у цих черепах велика або помірно довга. Пластрон з'єднано з карапаксом м'якою шкіряною зв'язкою. Гіо—та гіпопластрони різняться. Кістяний панцир сильно зредукований. Рогові щелепи вкриті своєрідними «губами» — товстими шкіряними виростами. на кожній лапі розташовано по 3 кігтя. Звідси й походить назва цих черепах. Мають розвинений тип дихання, тобто внутрішня поверхня глотки усіяна ниткоподібними сосочками й ворсинками, які пронизані багатьма капілярами.

## Спосіб життя
Полюбляють водяну місцину, а саме прісні річки й озера. Здебільшого проводять час у воді, іноді виповзають на суходіл. Добре плавають та пірнають. Деякі види здатні отримували кисень через шкіру. Це активні хижаки. Живляться рибою, молюсками, водяними членистоногими.
Відкладають яйця у теплий пісок поблизу водойми, які самиця зариває у ямки. Інкубаційний період триває до 70 діб. за сезон буває до 3 кладок.
М'ясо та яйця цих черепах досить смачні та поживні. Тому вони є об'єктом полювання з боку людини. Деякі види занесені до Червоного списку Міжнародного союзу охорони природи.

## Розповсюдження
Мешкають у Північній Америці, Південній, Південно-Східній та Східній Азії, Африці.

## Підродини та роди
- Підродина Лопатеві черепахи (Cyclanorbinae)
  - Рід Центральноафриканські лопатеві черепахи (Cyclanorbis)
  - Рід Західноафриканські лопатеві черепахи (Cycloderma)
  - Рід Індійські лопатеві черепахи (Lissemys)
- Підродина Трикігтеві черепахи (Trionychinae)
  - Рід Вузькоголові черепахи (Chitra)
  - Рід Великі м'якотілі черепахи (Pelochelys)
  - Рід Доганії (Dogania)
  - Рід Трионікси (Trionyx)
  - Рід Amyda
  - Рід Apalone
  - Рід Aspideretes
  - Рід Nilssonia
  - Рід Palea
  - Рід Далекосхідні черепахи (Pelodiscus)
  - Рід Rafetus

### Викопні роди
- †Aspideretoides
- †Atoposemys
- †Gilmoremys
- †Helopanoplia
- †Hutchemys
- †Jimemys
- †Plastomenus